# Sielsowiet Stajki (obwód brzeski)
Sielsowiet Stajki (biał. Стайкаўскі сельсавет; ros. Стайковский сельсовет) – sielsowiet na Białorusi, w obwodzie brzeskim, w rejonie iwacewickim, z siedzibą w Stajkach.
Według spisu z 2009 sielsowiet Stajki zamieszkiwało 3171 osób, w tym 2989 Białorusinów (94,26%), 128 Rosjan (4,04%), 30 Ukraińców (0,95%), 13 Polaków (0,41%), 9 osób innych narodowości i 2 osoby, które nie podały żadnej narodowości. W 2020 liczba mieszkańców wyniosła 3187 osób, zamieszkujących w 1353 gospodarstwach domowych.
Największą miejscowością są Stajki z 1095 mieszkańcami. Ponad 100 osób mieszka także w Zialonym Borze (772 mieszkańców), Hoszczewie (709 mieszkańców), Niechaczewie (239 mieszkańców) i w Michnowiczach (162 mieszkańców). Każdą z pozostałych miejscowości zamieszkuje poniżej 100 osób.

## Miejscowości
- agromiasteczko:
  - Hoszczewo
- wsie:
  - Aleksiejki
  - Bycz
  - Jukiewicze
  - Michnowicze
  - Niechaczewo
  - Owsta
  - Razmierki
  - Stajki
- osiedle:
  - Zialony Bor